# Continental Airlines
Continental Airlines war eine US-amerikanische Fluggesellschaft mit Sitz im Continental Center I in Houston. Durch eine Fusion mit United Airlines im Jahr 2010/2011, in deren Rahmen die fusionierte Gesellschaft den Markennamen Continental Airlines zugunsten von United Airlines aufgab, wurde der Hauptsitz nach Chicago verlegt. Continental war von 2004 bis 2009 Mitglied der internationalen Luftfahrtallianz SkyTeam und wechselte 2009, noch vor der Fusion mit United, in die Star Alliance, deren Mitglied das fusionierte Unternehmen bis heute ist.

## Geschichte

### Erste Jahre
Continental Airlines wurde im Frühjahr 1934 unter dem Namen Varney Speed Lines von Walter T. Varney und Louis H. Mueller in Denver (Colorado) gegründet, um an der Neuvergabe von Luftpostverträgen teilzunehmen, die infolge des Luftpost-Skandals aufgekündigt worden waren. Walter Varney besaß bereits im Jahr 1926 eine Postfluggesellschaft, die Varney Air Lines, welche 1927 von Boeing Air Transport übernommen worden war und das Ursprungsunternehmen der United Airlines ist.
Varney Speed Lines gewann die staatliche Ausschreibung für Postflüge zwischen Pueblo (Colorado) und El Paso (Texas) und nahm den Flugbetrieb am 15. Juli 1934 als Passagier- und Postfluggesellschaft mit vier Lockheed Vega auf dieser Strecke auf. Zum 1. Juli 1937 wurde der Name in Continental Air Lines geändert. Zuvor hatte Robert F. Six im Jahr 1935 für 90.000 Dollar einen 40 % Anteil an der Gesellschaft erworben. Am 5. Juli 1936 wurde er zum General Manager. Im Oktober 1937 verlegte das Unternehmen seinen Geschäftssitz auf den Denver Municipal Airport in Colorado.

### Weitere Entwicklung bis in die 1970er Jahre
Im Jahr 1946 wurden bereits 29 Städte angeflogen, 1953 Pioneer Airlines übernommen und 1957 mit Los Angeles, Chicago und Kansas City auch überregionale Ziele mit Vickers Viscount angeflogen. Nachdem der Schriftzug auf den Flugzeugen mit Übernahme der ersten Convair CV-240 in den späten 1940er Jahren in Continental Airlines geändert worden war, wurde dieser Markenauftritt ab Anfang 1958 auch in den Flugplänen verwendet. Der offizielle Gesellschaftsname blieb weiterhin Continental Air Lines Inc., bis er in den frühen 1990er Jahren zu Continental Airlines Inc. geändert wurde.
Im Juni 1959 begann bei Continental Airlines mit der Boeing 707 das Jet-Zeitalter und im Jahr 1968 entstand dann die Tochtergesellschaft Air Micronesia (später Continental Micronesia) in Guam. Im Jahr 1970 wurde die erste Boeing 747 in Dienst gestellt und 1978 mit der Deregulierung des US-Luftverkehrs das Streckennetz stark ausgeweitet.

### 1980er und 1990er Jahre
Im Zuge der Deregulierung der amerikanischen Flugindustrie kam es im Jahr 1982 zur Übernahme durch die Holding Texas Air Corporation. Dieser Stammgesellschaft gehörte bereits die in Houston ansässigen Fluggesellschaft Texas International Airlines. Im Oktober wurden Texas International Airlines und Continental Airlines fusioniert. Der Hauptsitz des Unternehmens wurde anschließend nach Houston verlegt und Frank Lorenzo zum neuen Chef der Fluggesellschaft. Dieser führte das Unternehmen 1983 in ein Insolvenzverfahren nach Chapter 11. 1986 wurde Chapter 11 verlassen und 1987 die Konkurrenzgesellschaften People Express und New York Air gekauft. People Express war eine der ersten Billigfluggesellschaften und operierte vor allem von Denver, aber auch von Newark aus. Es wurden allerdings von People Express auch Flüge nach London-Gatwick angeboten, was schließlich Continental das Tor nach Europa öffnete. Durch die Übernahme beider Gesellschaften wurde der Flughafen Newark weiteres Drehkreuz von Continental. Die Boeing 737-300 und McDonnell Douglas MD-80 der New York Air verblieben noch bis 2009 und 2004 in der Flotte von Continental Airlines, von People Express behielt man noch lange die Boeing 727 und auch einige Jahre die Boeing 747.
Ab dem 16. Mai 1986 existierte die vollintegrierte Tochtergesellschaft Continental Micronesia, welche zu 100 % als Partnerin der Continental Airlines im asiatischen und pazifischen Raum operierte. Hauptdrehkreuz der Continental Micronesia war das US-amerikanische Pazifikterritorium Guam.

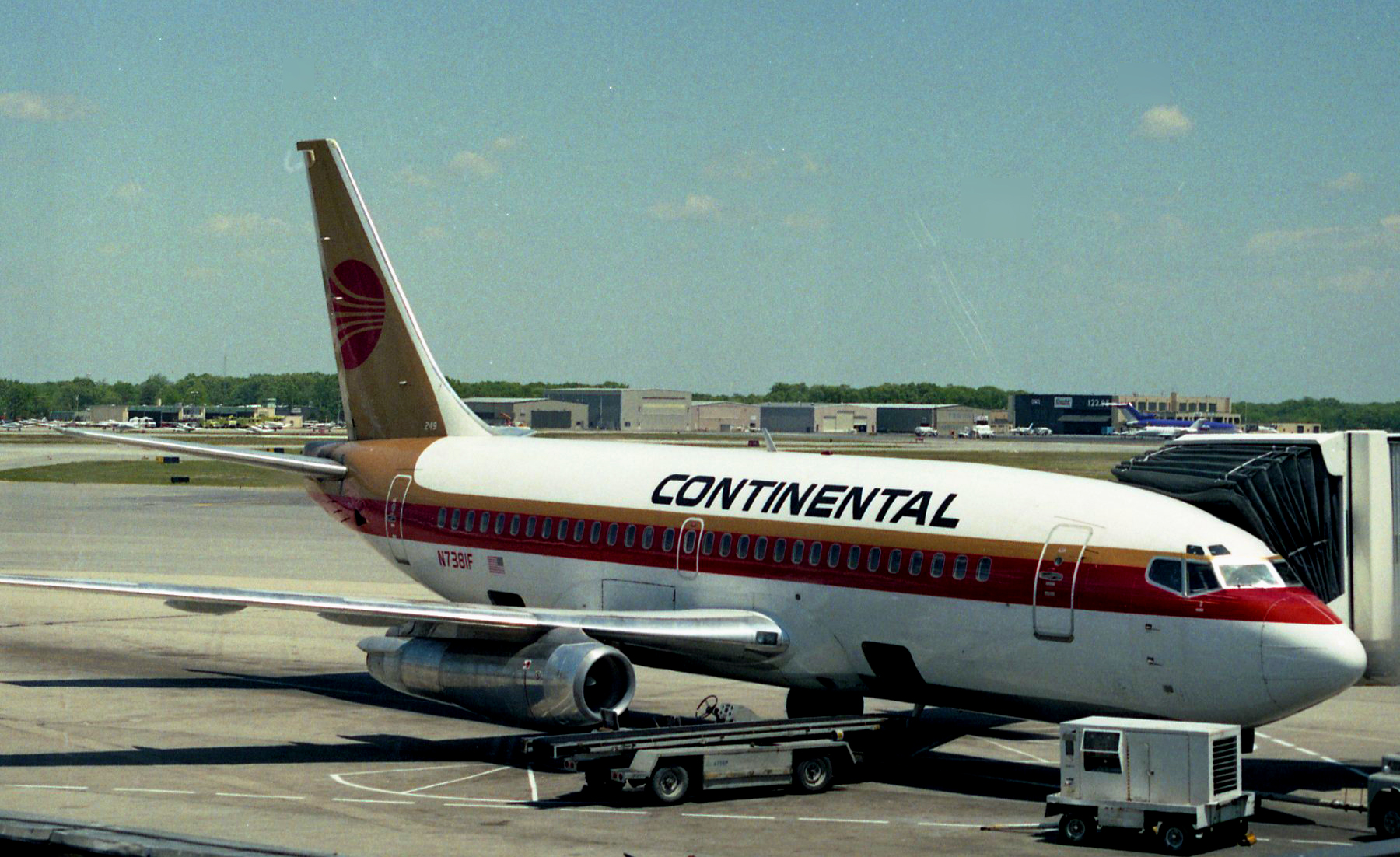
Eine Boeing 737-200 der Continental Airlines im Jahr 1990

Im Jahr 1990 musste die Fluggesellschaft erneut Schutz vor ihren Gläubigern unter Chapter 11 suchen, da vor allem die Pensionslasten der sich in Schwierigkeiten befindenden Schwestergesellschaft Eastern Air Lines auf Continental lasteten. Im Jahr 1993 investierte Air Canada gemeinsam mit der Texas Pacific Group 450 Mio. $ in Continental.

### Jüngere Geschichte seit 2000
In den Jahren 1999 und 2000 wurde Continental Airlines vom Forbes Magazine unter die 100 besten US-Arbeitgeber gewählt. Der ehemalige Boeing-Manager Gordon Bethune übernahm die Führung der Gesellschaft und restrukturierte das Unternehmen erfolgreich. Durch ihn wurde Continental profitabel und war unter den großen US-Fluggesellschaften die, welche die finanziellen Rückschläge in der Luftfahrt infolge der Terroranschläge am 11. September 2001 am besten meisterte. Bethune brachte Continental sehr schnell Erfolg, investierte in ausgezeichnetes Personal und Service, angemessene Preise für gute Leistungen und die schnelle Flottenerneuerung wurde beschleunigt in Angriff genommen.
Als Folge der bevorstehenden Fusion von Delta Air Lines und Northwest Airlines beschloss Continental Airlines, ihre Mitgliedschaft in der SkyTeam-Allianz zu überdenken. Nach gescheiterten Fusionsverhandlungen mit United Airlines folgten Gespräche über eine mögliche Kooperation und Mitgliedschaft in der oneworld-Allianz mit American Airlines und British Airways sowie weitere Gespräche mit United Airlines. Am 19. Juni 2008 schließlich entschied man sich für eine enge Zusammenarbeit mit United Airlines, Lufthansa und Air Canada im Kartell Atlantic Plus-Plus sowie einen Wechsel zur Star Alliance, welche am 27. Oktober 2009 vollzogen wurde. Am 8. April 2009 genehmigte das US-Verkehrsministerium den Beitritt von Continental Airlines zur Star Alliance und am 10. Juli 2009 zu Atlantic Plus-Plus.

### Fusion mit United Airlines

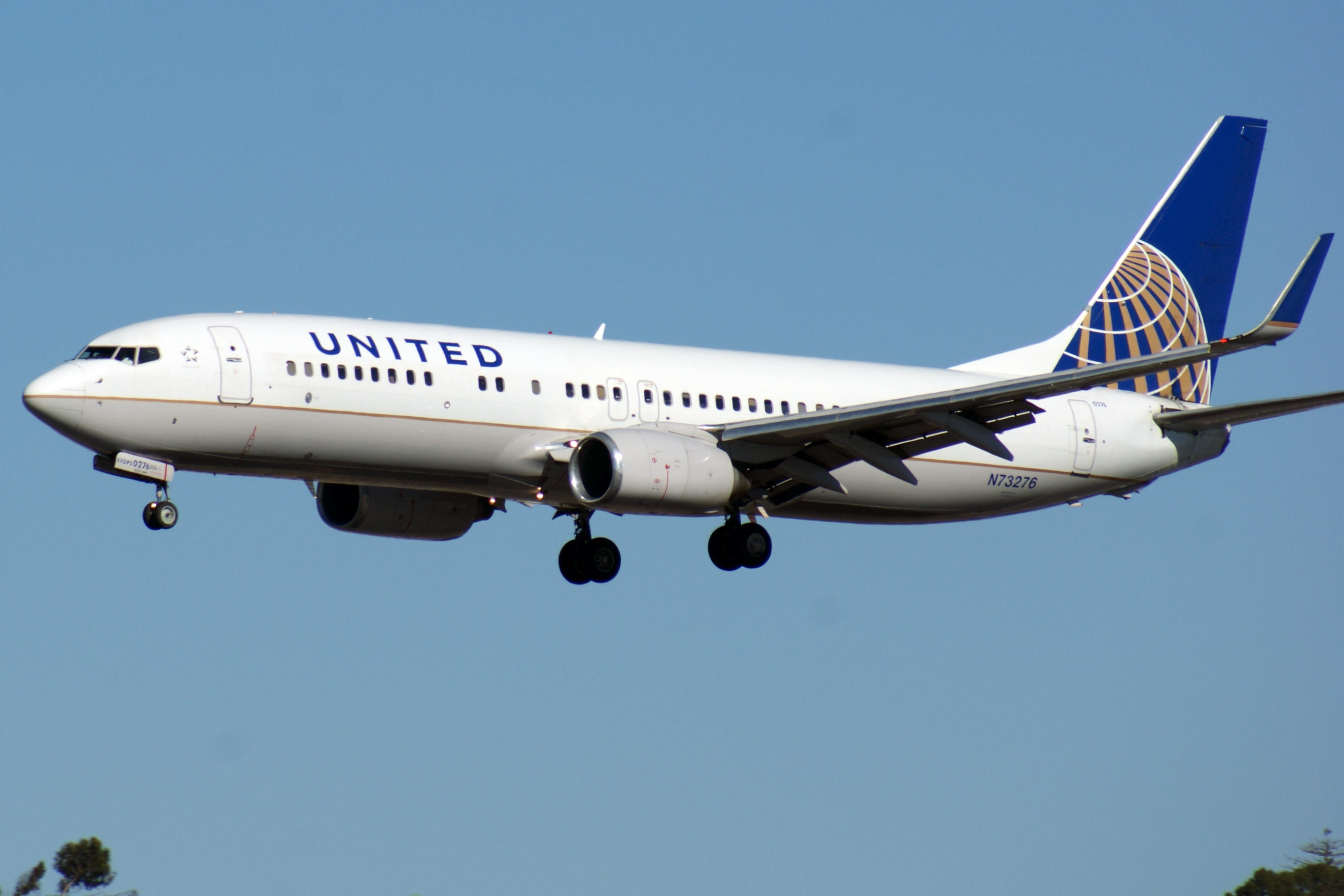
Eine Boeing 737-800 der Continental mit dem Schriftzug der „neuen“ United Airlines

Im Mai 2010 wurde bekanntgegeben, dass Continental mit United Airlines fusionieren will. Die neue Gesellschaft soll den Namen United Airlines tragen. Das Logo und das Corporate Design von Continental, einschließlich des Farbschemas der Flugzeuge, sollen durch United übernommen werden. United übernimmt dabei Continental Airlines für 3,2 Milliarden US-Dollar in Aktien.
Ende September 2010 begann der Fusionsprozess unter dem Dach des neuen Mutterkonzerns Continental United Holdings. Zum 1. Dezember 2011 wurde das Air Operator Certificate der beiden Gesellschaften zusammengelegt, Continental Airlines fliegt seither als United Airlines und verwendet auch deren Rufzeichen. Mit der Integration von Continental in die Lizenz von United erlosch damit rechtlich der Flugbetrieb der Continental Airlines.
Am 3. März 2012 erfolgte schließlich offiziell der letzte Linienflug in der Geschichte der Continental Airlines, Flug CO1267 führte von Phoenix nach Cleveland.

## Ziele
Continental Airlines bediente zahlreiche Ziele innerhalb der USA sowie viele internationale Flugziele auf mehreren Kontinenten. Im deutschsprachigen Raum flog Continental Airlines von New York/Newark aus nach:
- Berlin (1× täglich, Boeing 757-200)
- Frankfurt am Main (1× täglich, Boeing 777-200ER)
- Hamburg (1× täglich, Boeing 757-200)
- München (1× täglich, Boeing 767-400ER)
- Zürich (1× täglich, Boeing 767-400ER)

Bis 2001 flog Continental zudem von New York/Newark nach Düsseldorf (McDonnell Douglas DC-10, Boeing 767-200ER/400ER und Boeing 757-200) und von 2006 bis 2008 nach Köln/Bonn (Boeing 757-200). Mit dem Wechsel zur Star Alliance kamen ab 2. September 2009 zudem tägliche Flüge von Houston nach Frankfurt am Main mit Boeing 777-200ER hinzu. Seit 3. Januar 2012 wurde zudem die Route von Newark nach Frankfurt am Main um einen zusätzlichen täglichen Flug (bis 3. März 2012 noch mit Continental-Flugnummer) mit Boeing 757-200 aufgestockt.

## Flotte

### Continental Airlines

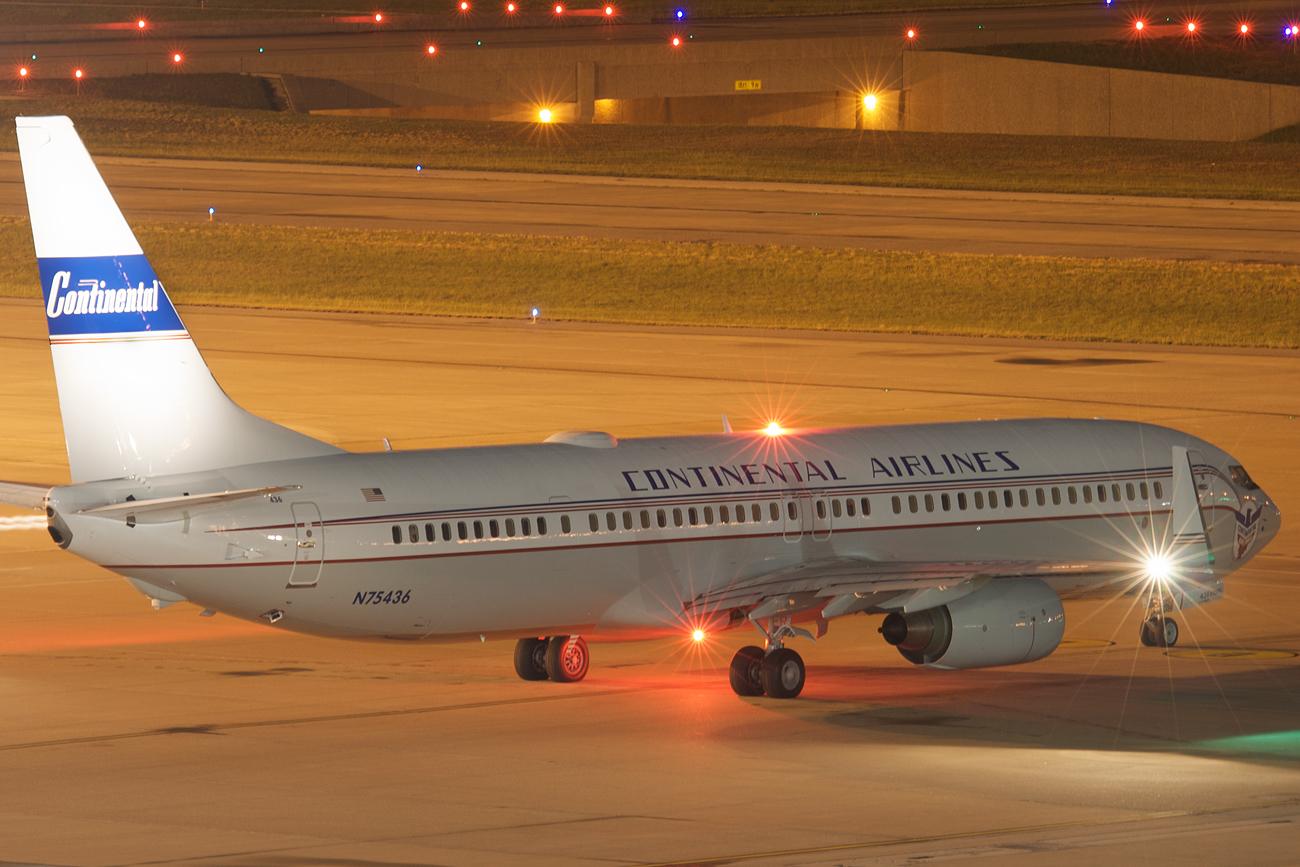
Eine Boeing 737-900ER der Continental Airlines in Retro-Bemalung zur Feier des 75-jährigen Firmenjubiläums

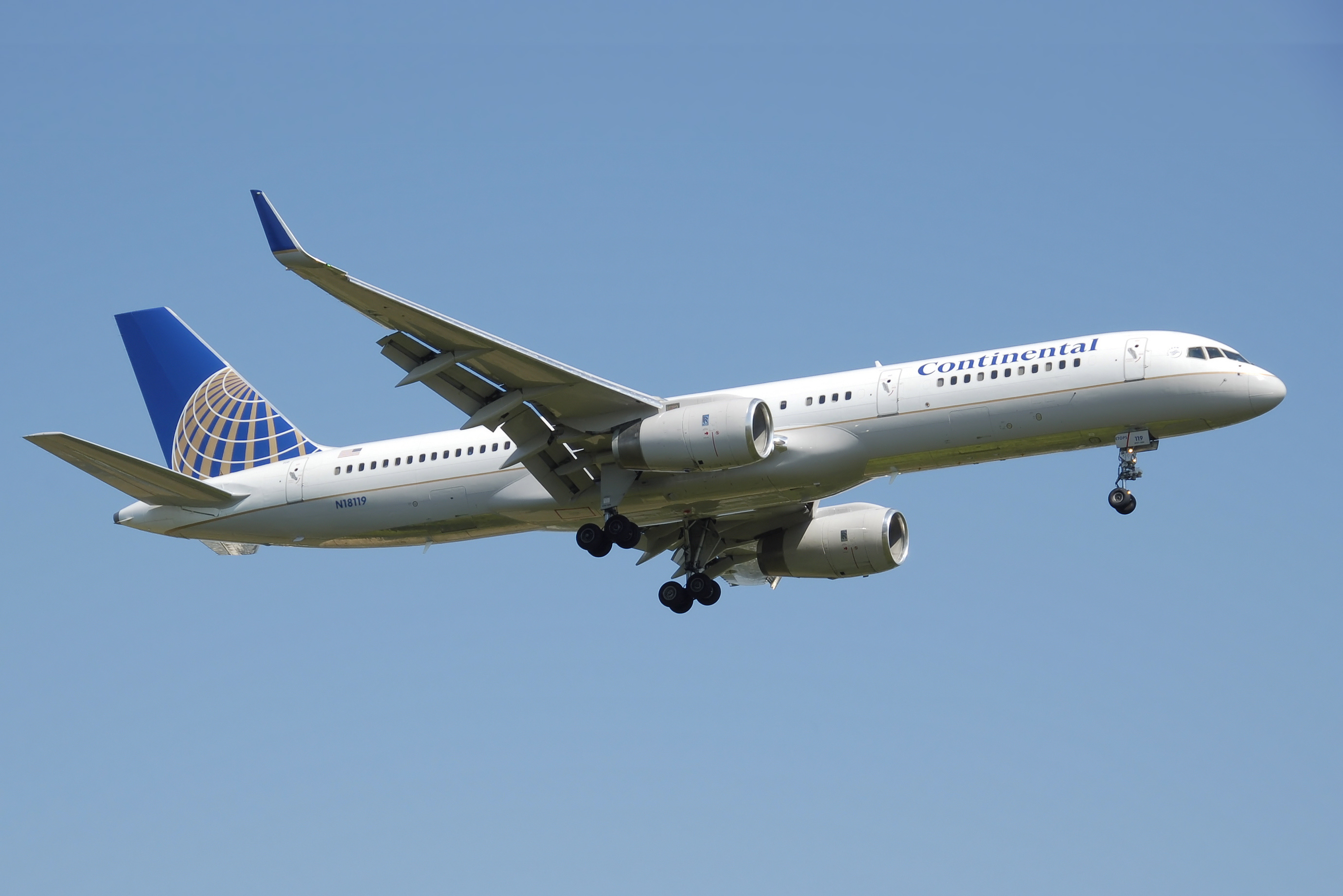
Eine Boeing 757-200 der Continental Airlines

Die Hauptflotte der Continental Airlines bestand mit Stand Juni 2011 aus 353 Maschinen mit einem Durchschnittsalter von 10,1 Jahren, die im Rahmen der Fusion in die Flotte der „neuen“ United Airlines übergingen:
| Flugzeugtyp      | aktiv | bestellt | Bemerkungen                                                                     | Sitzplätze (First/Economy Plus/Economy)                     |
| ---------------- | ----- | -------- | ------------------------------------------------------------------------------- | ----------------------------------------------------------- |
| Boeing 737-500   | 032   |          | erste Auslieferung am 7. Februar 1994                                           | 114 (8/-/106)                                               |
| Boeing 737-700   | 036   | 46       | erste Auslieferung am 30. März 1998                                             | 124 (12/-/112)                                              |
| Boeing 737-800   | 130   |          | erste Auslieferung am 23. Juni 1998; 9 betrieben durch Continental Micronesia   | 152 (20/-/132) 157 (16/-/141) 160 (14/-/144) 155 (14/-/141) |
| Boeing 737-900   | 012   |          | erste Auslieferung am 29. Mai 2001                                              | 173 (20/-/153)                                              |
| Boeing 737-900ER | 033   |          |                                                                                 | 173 (20/-/153)                                              |
| Boeing 757-200   | 041   |          | erste Auslieferung am 12. Mai 1994                                              | 172 (16/-/156)                                              |
| Boeing 757-300   | 021   |          | erste Auslieferung am 20. Dezember 2001                                         | 216 (24/-/192)                                              |
| Boeing 767-200ER | 010   |          | erste Auslieferung am 9. November 2000                                          | 174 (25/-/149)                                              |
| Boeing 767-400ER | 016   |          | erste Auslieferung am 30. August 2000; 4 betrieben durch Continental Micronesia | 235 (35/-/200) 256 (20/-/236)                               |
| Boeing 777-200ER | 022   |          | erste Auslieferung am 28. September 1998                                        | 285 (50/-/235)                                              |

### Continental Connection

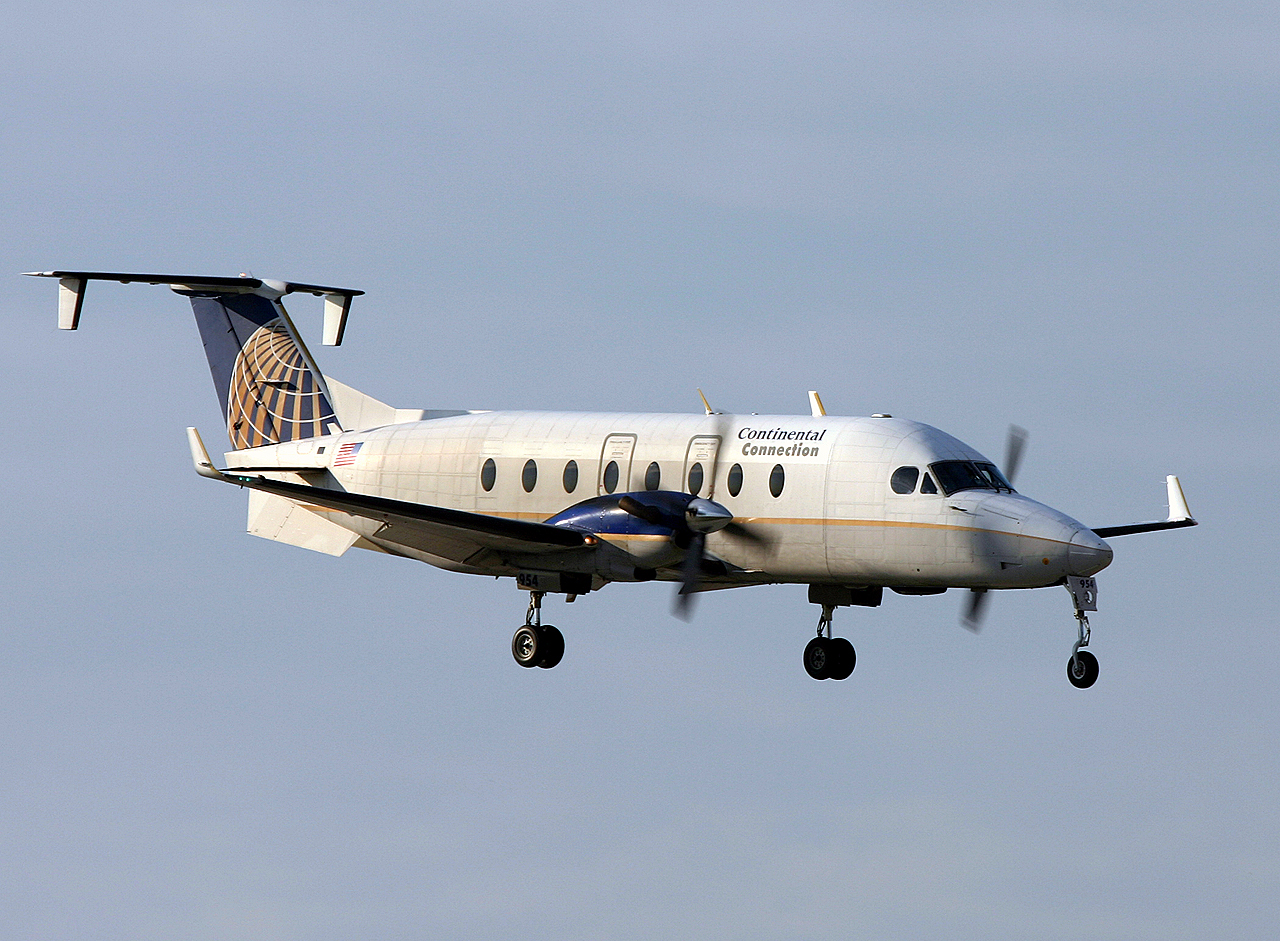
Eine Beechcraft 1900D der Continental Connection

Unter der Marke und im Namen von Continental Connection wurde durch Chautauqua Airlines, ExpressJet Airlines, Cape Air, Colgan Air und CommutAir ein Netz an Regional- und Zubringerflügen für Continental Airlines betrieben:
| Typ               | aktiv | bestellt |
| ----------------- | ----- | -------- |
| ATR 42-300        | 01    |          |
| Beechcraft 1900D  | 021   |          |
| Bombardier CRJ200 | 013   |          |
| DHC-8-200         | 016   |          |
| DHC-8-400         | 014   |          |
| Cessna 402        | 054   |          |
| Embraer ERJ 145   | 223   |          |
| Saab 340B         | 011   |          |
| Gesamt            | 353   | -        |

## Zwischenfälle
- Am 16. März 1954 kam es in einer Convair CV-340-35 der Continental Airlines (Luftfahrzeugkennzeichen N90853) beim Start vom Flughafen Midland (Texas) (USA) in einer Höhe von 20 Metern zu schweren Vibrationen. Das Flugzeug nahm daraufhin die Nase nach unten. Die Besatzung konnte gerade noch verhindern, dass die Convair in den Boden stürzte; es gelang ihr, eine Bauchlandung auf einem unbewachsenen Feld durchzuführen. Als Ursache wurde festgestellt, dass der Kontrollverlust aufgrund eines Versagens der Druck-Zug-Stange der rechten Höhenruder-Trimmklappe ausgelöst wurde. Dies war durch einen verkehrten Einbau der rechten Höhenruder-Trimmklappenrolle verursacht worden, weil Wartungstechniker nur die Bilder des illustrierten Teilekatalogs des Herstellers als Wartungsreferenz benutzt hatten. Alle 11 Insassen, drei Besatzungsmitglieder und 8 Passagiere, überlebten den Unfall.[25]

- Am 22. Mai 1962 sprengte ein Passagier über Iowa (USA) eine Boeing 707-124 der Continental Airlines (N70775) auf dem Weg von Chicago zum Flughafen Kansas City-Charles B. Wheeler Downtown in die Luft. Alle 45 Menschen an Bord starben. Das FBI fand heraus, dass es sich bei dem Selbstmordattentäter um einen Versicherungsbetrüger handelte (siehe auch Continental-Airlines-Flug 11).[26]

- Am 8. Juli 1962 kam es zur Bruchlandung einer Vickers Viscount 812 der Continental Airlines (N243V) kurz nach dem Abheben vom Flughafen Amarillo (USA). Beim Einfahren des Fahrwerks lief dem Kapitän von oben Regenwasser auf den Ärmel seines Hemds, was ihn derart ablenkte, dass er das Flugzeug wieder zurück auf die Startbahn sinken ließ. Dabei schlugen die Propeller der beiden inneren Triebwerke (Nr. 2 und 3) auf dem Boden auf, Teile der sich zerlegenden Propeller beschädigten auch Triebwerk 4. In einem Weizenfeld 2100 Meter hinter dem Startbahnende wurde eine Notlandung mit eingefahrenem Fahrwerk durchgeführt. Das Flugzeug wurde irreparabel beschädigt. Alle 16 Insassen überlebten.[27]

- Am 29. Januar 1963 stürzte die Vickers Viscount 812 N242V während der Landung auf dem Flughafen Kansas City Municipal Airport ab, wobei alle 8 Insassen ums Leben kamen. Der Unfall wird auf eine unentdeckte Vereisung des Höhenleitwerks zurückgeführt, die zum Kontrollverlust führte (siehe auch Continental-Airlines-Flug 290).[28][29]

- Am 1. März 1978 befand sich eine McDonnell Douglas DC-10-10 der Continental Airlines (N68045) gerade im Startlauf vom Los Angeles International Airport, als unmittelbar vor dem Erreichen der Entscheidungsgeschwindigkeit nacheinander drei Fahrwerksreifen platzten. Nach einem Startabbruch überrollte die Maschine das Startbahnende, wobei das linke Hauptfahrwerk brach, zwei Tragflächentanks beschädigt wurden und ein Brand ausbrach. Gegen Ende der Evakuierung der Maschine versagten nacheinander alle Notrutschen. Von 200 Insassen der Maschine wurden 31 verletzt, zwei Passagiere starben (siehe auch Continental-Airlines-Flug 603).[30]

- Am 15. November 1987 sank eine Douglas DC-9-14 der Continental Airlines (N626TX) nach dem Abheben wieder auf die Startbahn des Flughafens Denver-Stapleton, Colorado, USA zurück und zerbrach. Beide Piloten waren auf diesem Typ sehr unerfahren und hatten das Flugzeug nicht ausreichend enteisen lassen. Von 82 Insassen starben 28. Der Untersuchungsbericht kritisierte fehlende Regelungen bei Continental bezüglich der nötigen Flugerfahrung (siehe auch Continental-Airlines-Flug 1713).[31]

- Am 21. Oktober 1989 unterschritt eine für die TAN Honduras betriebene Boeing 727-224 mit 146 Personen an Bord im Anflug auf den Flughafen Tegucigalpa die Sicherheitsflughöhe und zerschellte an einem Berg ca. 9 Kilometer vor der Landebahn. Dabei wurden 131 Menschen getötet (siehe auch TAN-Flug 414).[32]

- Am 28. Juli 1999 wurde ein Mitarbeiter des Bodenpersonals auf dem Little Rock National Airport getötet, als er in das laufende Propellerblatt einer Regionalmaschine des Typs ATR 42-500 der Continental Express lief, die gerade aus Houston eingetroffen war (siehe auch Continental-Express-Flug 3402).

- Am 25. Juli 2000 verlor eine DC-10 ein Metallteil auf der Rollbahn, als sie in Paris startete. Dieses Teil führte zum Absturz einer Concorde der Air France, bei dem 113 Menschen starben. Am 6. Dezember 2010 verurteilte das Gericht Continental Airlines und einen Mechaniker der Fluggesellschaft wegen fahrlässiger Tötung. Am 29. November 2012 wurden Continental Airlines und ihre Mitarbeiter in einem Widerrufungsverfahren vom Vorwurf der fahrlässigen Tötung freigesprochen. Die Airline muss lediglich eine Million Euro Entschädigung für den erlittenen Sach- und Imageschaden an Air France zahlen.[33]

- Am 20. Dezember 2008 wurde eine Boeing 737-500 der Continental Airlines (N18611) beim Start vom Flughafen Denver von einem starken Seitenwind erfasst. Die Maschine brach nach links aus, wobei sie kurz vom Boden abhob und dann wieder aufschlug. Beim Aufschlag brach der Rumpf, das Fahrwerk und das linke Triebwerk wurden abgerissen. Im Bereich des rechten Triebwerks brach ein Brand aus, durch den die Maschine stark beschädigt wurde. Es befanden sich 115 Menschen an Bord, von denen 47 verletzt wurden.[34]

- Am 12. Februar 2009 stürzte eine Maschine der Colgan Air des Typs De Havilland DHC-8-400, die im Auftrag von Continental als Continental Connection flog, in der Nähe von Buffalo ab.  Alle 44 Passagiere, 4 Crewmitglieder sowie ein weiterer Pilot außer Dienst und ein Mensch am Boden kamen ums Leben. Zusätzlich waren vier Schwerverletzte am Boden zu beklagen. Zum Zeitpunkt des Absturzes herrschte schlechtes Wetter. Als Unfallursache wird jedoch menschliches Versagen ermittelt da die Piloten bei dem einsetzenden Strömungsabriss, aufgrund von Müdigkeit und damit verbundener mangelnder Konzentration, falsch reagierten (siehe auch Continental-Airlines-Flug 3407).